# The Citizen's Band
Pour les articles homonymes, voir Citizen.
The Citizen's Band est un groupe de musiciens professionnels créé au début des années 1980.
Ami de Johnny Hallyday, Bob Simister crée en 1980 le groupe Citizen’s band.
Le groupe compose alors C.B. Radio qui deviendra le générique de l’émission Les routiers sont sympas sur RTL.
En 1985, le groupe sort le titre Shanana, générique de l’émission Intervilles, un titre largement inspiré du tube Centerfold de J. Geils Band, sorti en 1981.
Le groupe se produit régulièrement dans des rencontres commerciales : il a donné des concerts pour Microsoft, Candia...
Il donne également des concerts à l'occasion des Grands Prix de F1 (Monaco, Monza…) et il se représente depuis près de 10 ans sur des plages de la Côte d'Opale à la Côte d'Azur.
The Citizen's Band est encore en activité aujourd'hui.